# Kočevje
Kočevje là một khu tự quản (tiếng Slovenia: občine, số ít – občina) trong vùng Osrednjeslovenska của Slovenia. Kočevje có diện tích 555.4 km2, dân số là theo điều tra ngày 31 tháng 3 năm 2002 là 16292 người. Thủ phủ khu tự quản Kočevje đóng tại Kocevje.

## Vị trí và Địa lý
Kočevje nằm ở phía Nam của Slovenia, gần biên giới với Croatia. Thành phố này được bao quanh bởi rừng Kočevje, một khu vực rừng lớn và đa dạng sinh học.

### Rừng Kočevje
Rừng Kočevje là một khu vực rừng lớn và hoang dã, là một phần quan trọng của di sản tự nhiên của Slovenia.
Khu vực này đặc trưng bởi động vật hoang dã đa dạng và là nơi của nhiều loài động vật quý hiếm, bao gồm cả gấu nâu châu Âu.

## Du lịch và Nghệ thuật
Thành phố Kočevje cung cấp các cơ hội cho du khách tham gia các hoạt động ngoại ô như leo núi và thám hiểm.
Địa điểm du lịch khác bao gồm Nhà thờ Chính toà của Thánh Jernej và Đài tưởng niệm Hành quân Liên Xô.